# Ngola (Huíla)
Ngola, também grafada como Gola, é uma vila e comuna angolana que se localiza na província da Huíla, pertencente ao município de Caluquembe.